# گمینا نوو ستاو
گمینا نوو ستاو (به لهستانی:  Gmina Nowy Staw) یک گمینا در لهستان است که در شهرستان مالبورک واقع شده‌است. گمینا نوو ستاو ۱۱۴٫۳۸ کیلومتر مربع مساحت و ۷٬۸۴۰ نفر جمعیت دارد.